# Andrea Herrera
Andrea Herrera Poblete (n. 1986) es una fotógrafa y artista visual radicada en Concepción. Es integrante y cofundadora del Colectivo Fotográfico Caja de Cartón. Forma parte, además, de Miradas Lúcidas e Insolentes, Colectiva Vamp, Cooperativa de Fotógrafas Chile y Red Gestoras del Biobío, colectivas a través de las cuales ha realizado diversas producciones fotográficas, editoriales y de creación feminista, abordando temáticas vinculadas a la violencia y la memoria. Actualmente integra Mesa8, agrupación orientada al trabajo colaborativo y desarrolla talleres de formación en lenguaje fotográfico.

## Biografía y trayectoria
Entre los años 2005 y 2007 estudia Pedagogía en Artes Plásticas en la Universidad de Concepción. Posteriormente, entre 2008 y 2010, se traslada a Santiago para ingresar a la carrera de Licenciatura en Artes Plásticas, mención Fotografía en la Universidad de Chile, graduándose en el año 2011. Estas itinerancias formativas le han permitido construir diversas redes de colaboración artística, participando en encuentros, residencias y exhibiciones colectivas tanto en Chile como en el extranjero, entre ellas: E.CO – Encuentro de Colectivos Fotográficos Iberoamericanos, Brasil (2014) y el Festival de la Luz, Argentina. También integra la muestra “Diálogos sobre el Territorio” (curatoría de Cristian Kirby) y la exposición colectiva “Imagen Intermedia” en el Museo de Arte Contemporáneo de Santiago (2016).
Recientemente y como parte de sus estudios de Magíster en Arte y Esfera Pública, en Suiza, formó parte de la exposición “This is not Chile” en el Encuentro de Arte “ERIAZO: Art practices from residual space”, realizado en Basilea en octubre de 2018. A este interés por el trabajo colaborativo, se suma su labor pedagógica en relación con las artes fotográficas. En este contexto, ha impartido diversos talleres de formación a través del Programa Acciona en Concepción y ha participado de lo procesos de activación de los cuadernos pedagógicos de fotografía, impulsados por el área de Educación del Ministerio de las Artes y el Patrimonio. Asimismo, ha sido gestora de eventos, entre ellos, Convocatoria regional y edición especial "MIRATraslaciones”, en el marco del mes de la fotografía (2017) y el lanzamiento de la. edición impresa de Revista MIRA, especial Encuentro Traslaciones, junto a Colectivo Caja de Cartón (2016-2015). Su evidente posición política feminista la han llevado a generar iniciativas y proyectos fotográficos de visibilización en torno a la violencia hacia las mujeres, destacándose “Ofrendas Fotográficas contra el Femicidio en Chile” (2015). Ha sido, además, productora y gestora en el proyecto de creación colectiva de teatro documental en torno a la violencia política sexual vivida por mujeres en dictadura en la ciudad de Concepción, en conjunto con agrupación de ex-prisioneras políticas y sobrevivientes de la dictadura "Urdiendo Memorias" (2017- 2018) y participado de encuentros de reflexión sobre mujeres y fotografía, entre los que cuentan FOCOM, Tercer Encuentro de Mujeres Fotógrafas, organizado por el Colectivo las Niñas (2017).
Como parte de sus prácticas de investigación y colaboración artística, se ha adjudicado fondos concursables, entre ellos, los proyectos Fondart “Atendido por sus dueños” (2014) junto a Manuel Morales, “Traslaciones. Primer Encuentro Fotográfico Interregional de la Región del Bío-Bío” (2015) y “Memoria Textil” (2017) en colaboración con Alejandra Fuentes y Sara Fuentes.

## Obra
La obra de Andrea está atravesada por una reflexión crítica, intensa y feminista acerca de la fotografía como espacio de transformación social. En este sentido, hay mucho en su práctica que define una lectura actual de las artes visuales por fuera de la cultura occidental y patriarcal. “Ofrendas Fotográficas contra el Femicidio en Chile”, trabajo curatorial realizado en conjunto con la artista visual y fotógrafa Gabriela Rivera Lucero y la asesoría de Mane Adaro, es quizás una de estas obras más significativas, en tanto resume sus intereses políticos y artísticos: la acción feminista y la búsqueda de nuevas prácticas que logren una real conexión con la comunidad. Se trata de un proyecto itinerante que recoge el trabajo de once fotógrafas nacionales para investigar y reflexionar en torno a los femicidios en Chile. Sumiko Muray, Pía Acuña, Marcela Bruna, Macarena Peñaloza, Mariana Gallardo Klein, Ximena Riffo, Jocelyn Rodríguez, Zaida González, Kena Lorenzini y las curadoras, forman parte de un archivo que, desde la diversidad de sus estéticas y áreas de trabajo, propone otras maneras de representar la violencia de género respecto al imaginario oficial y mediático. Este ciclo expositivo, cuya itinerancia comienza en el año 2015 en Copiapó y Santiago, ha contemplado, además, acciones artísticas colectivas, intervenciones y charlas a cargo diferentes agrupaciones feministas. Tal y como la misma autora reflexiona, este ejercicio ha permitido abordar el femicidio no desde lo estrictamente académico o de la exhibición en museos, sino más bien desde las propias mujeres, visibilizando otros espacios de producción de conocimiento. Como resultado de estas instancias de diálogo, el año 2017 se lanza el libro Ofrendas Fotográficas contra el Femicidio, texto que recoge las lecturas críticas de las autoras e investigadoras nacionales en torno a la muestra. Entre otras de sus obras destacan “No olvidarás” (2013/2014), “50 regresiva” (2014), “Invernar” (2014), “Todas somos nosotras” (2017), también ligadas a la necesidad de problematizar el rol del archivo fotográfico y su relación con la memoria y las mujeres.

## Premios y distinciones
- 2018 Beca de Hans Joerg Wyss Foundation and the MAPS faculty - Suiza
- 2013 Beca para participar en el taller de Luis González Palma, fotógrafo guatemalteco, en el marco del Festival de la Imagen. La Serena.
- 2010 Ganadora del VII Concurso Interno de la Universidad de Chile, FONDAE. Con el proyecto sobre fotografía estenopeica “Máscaras de Luz”.

## Exposiciones Colectivas
- 2018 Exposición colectiva “This is not Chile” en Encuentro de Arte ERIAZO, art practices from residual space. Basilea, Suiza.
- 2018 Residencia fotográfica Wabi Sabi con curadora Romina Resuche. Isla de Tigre. Buenos Aires – Argentina.
- 2018 Exposición colectiva “Ofrendas Fotográficas contra el Femicidio. Archivo por la no violencia a las mujeres”. sala Lily Garafulic, Centro Cultural Estación Mapocho.
- 2017 Gestión, creación y producción del proyecto autoral “Todas Somos Nosotras”. Montevideo – Uruguay.
- 2016 Presentación Residencia Artística “Huilio” – Taller de Grado Escuela de Artes –Universidad de Concepción.
- 2017Exposición colectiva Residencias Colaborativas del programa Red Cultura. CENTEX, Valparaíso – Chile.
- 2017 Exposición internacional de mujeres fotógrafas “Mirarme en tus ojos”. Metro DF - México. El resultado de este proyecto es el fotolibro con el mismo nombre.
- 2017 Exposición Memoria Textil Chiguayante. Archivo de Heraldo Pino Levio. Proyecto Fondart. Casa de la Cultura de Chiguayante – Chile.
- 2017 Exposición junto a Colectivo Caja de Cartón en “Chile Limita al Centro”. Programa Traslado CNCA. Museo de Arte Contemporáneo, sede Quinta Normal. Santiago – Chile.
- 2017 Foto-proyección del proyecto Ofrendas Fotográficas, organizado por FotoFéminas. Buenos Aires – Argentina.
- 2017 Exposición en Festival de Gastronomía de Bahía Inglesa, propuesta visual desarrollada por Colectivo Caja de Cartón y Colectivo Las Niñas en Residencia Red Cultura en Rinconada de Parral. Bahía Inglesa – Chile.
- 2017 Publicación en línea “MAR”. Proyecto Un día en la vida estenopeica de…”, colectivo Lucky Pinhole.
- 2016 Exposición y conversatorio “Ofrendas Fotográficas”, Centro de extensión Universidad Católica del Maule sede Curicó. Región del Maule, Chile.
- 2016 Exposición colectiva “Diálogos sobre el territorio” curatoría de Cristian Kirby. Centro Cultural Matta - Embajada de Chile. Festival de la Luz – Buenos Aires, Argentina.
- 2016 Exposición colectiva “Imagen Intermedia”. MAC Quinta Normal. Santiago – Chile.
- 2016 Instalación mural fotográfico “Mujeres. Memorias. Resistencias. Visibilizando la violencia política sexual en la dictadura”. Colectiva VAMP, Agrupación Ex Prisioneras políticas de Concepción y Centro Cultural por la memoria “La Monche”.
- 2016 Proyecto de residencia colaborativa en representación del Colectivo Caja de Cartón. Creación colectiva junto a Colectivo Las Niñas. Programa Red Cultura del CNCA. Rinconada de Parral, Región de O’higgins – Chile.
- 2015 Inauguración de Ofrendas Fotográficas Contra el Femicidio. Proyecto curatorial junto a Gabriela Rivera Lucero. Centro Cultural Atacama. Copiapó.
- 2015 Residencia Artística en Territorio en “RESCATE DEL ARCHIVO FOTOGRAFICO DE LA COMUNA DE TEODORO SCHMIDT” Teodoro Schmidt, región de la Araucanía // Colectivo Caja de Cartón. Red Cultura.
- 2015 Exhibición Ofrendas Fotográficas. Villa Grimaldi – Santiago.
- 2015 Exposición “50 Regresiva” Sala Arcos – Santiago.
- 2015 Exposición “50 Regresiva” en Corporación Artistas del Acero. Concepción.
- 2013 Muestra Co_respondencia. Diálogos y movilidad fotográfica. Colectivo Caja de Cartón. Balmaceda Arte Joven – Concepción.
- 2013 Exposición colectiva “Imaginarios para Atacama” como integrante del colectivo Caja de Cartón. Copiapó.
- 2013 Exposición colectiva 2396 km. Circulación Nacional de Arte Contemporáneo. Mesa8, Balmaceda Arte Joven, Valparaíso y Concepción.
- 2009 Exposición colectiva “Ambiente simulado incierto”, Goethe Institud, Santiago de Chile.
- 2008 Workshop con fotógrafa Alemana Anja Jensen. Goethe-Institud. Santiago de Chile. Exposición Colectiva.